# 拉克韦雷 (市镇)
拉克韦雷市镇是爱沙尼亚西維魯縣的一个乡村型市镇。位于首都塔林以东约100公里处。市镇面积为295平方公里，人口数量为5648人（2021年）。市镇的行政中心为瑟梅魯小镇。

## 行政管理
2017年爱沙尼亚行政改革后，原拉克韦雷市镇和瑟梅魯市镇合并成立为新的拉克韦雷市镇。新的市镇采用原拉克韦雷市镇的旗帜和瑟梅魯市镇的盾徽。新的市镇包括4个小镇和47个村庄。